# Singidunum

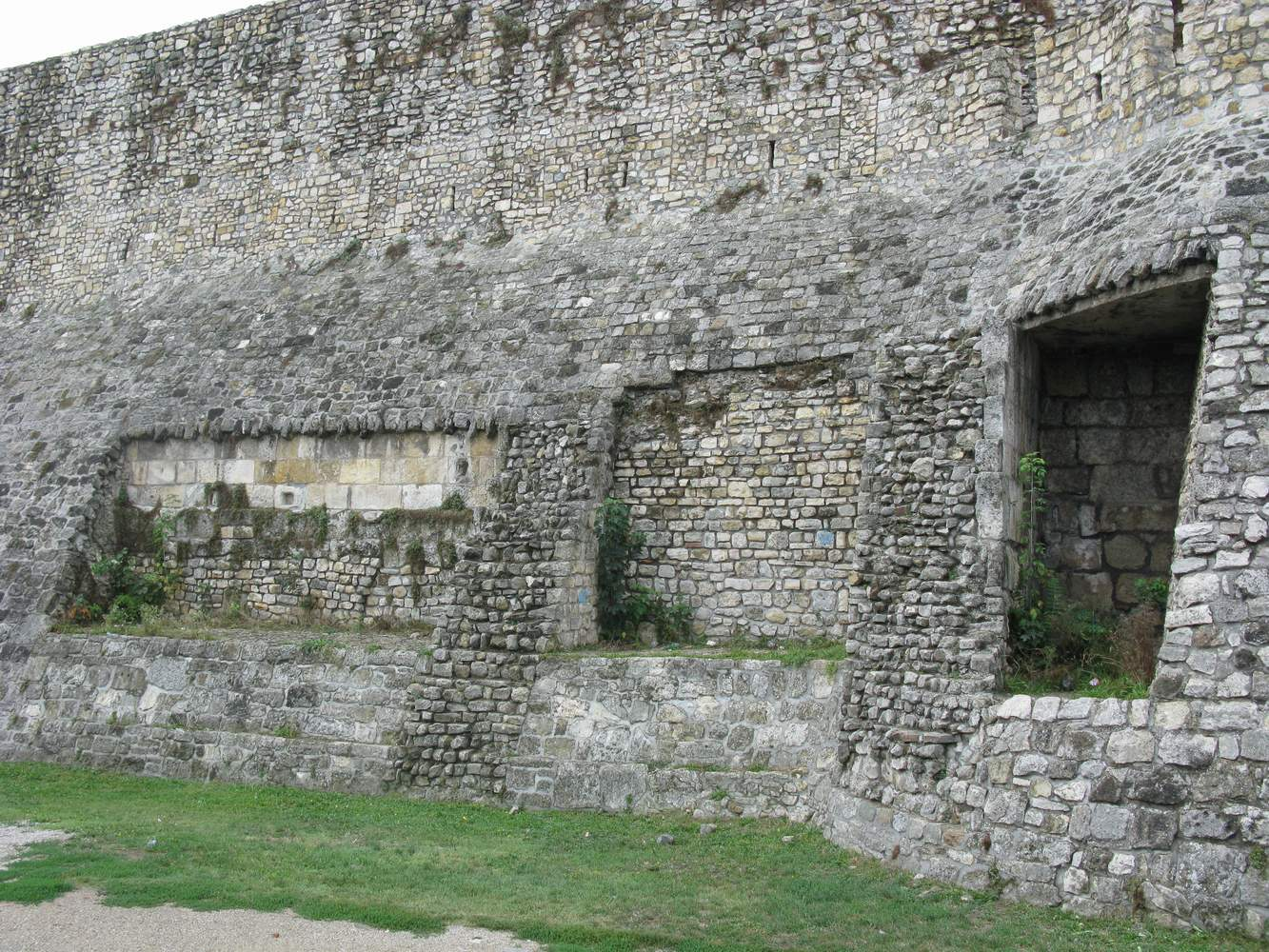
Delar av borgen Kalemegdan i Belgrad innehåller delar av en mur från romartiden.

Singidunum, grekiska Σιγγιδών, var en romersk stad som låg där Belgrad nu ligger, i nuvarande Serbien.